# Даніель Салінас
Хуліо Даніель Салінас Грекко (ісп. Julio Daniel Salinas Grecco, 17 лютого 1962, Сан-Хосе-де-Майо) — уругвайський лікар-невролог і політик з партії «Відкриті збори», який обіймав посаду міністра охорони здоров'я Уругваю з 1 березня 2020 року по 13 березня 2023 року.
У 1988 році Даніель Салінас закінчив Республіканський університет, та має ступінь доктора медичних наук. У 2008 році він отримав ступінь бакалавра неврології. У 2012 році він отримав ступінь магістра з менеджменту бізнесу в галузі охорони здоров'я в Університеті Монтевідео, а в 2018 році отримав ступінь магістра з інновацій та підприємництва в Барселонському університеті. Він також має диплом із медицини сну медичного факультету Латиноамериканського центру людської економіки (CLAEH).
Після відходу з державної служби 10 квітня 2023 року було повідомлено, що Салінас обійме посаду декана факультету наук про здоров'я Католицького університету Уругваю.

## Ранні роки життя
Даніель Саліна виріс у місті Сан-Хосе-де-Майо, він є старшим сином двох вчителів; його батько був головою департаменту педагогічної спілки департаменту Сан-Хосе. Даніель Салінас розпочав працювати у віці 13 років, ремонтуючи взуття у своєму рідному місті.

## Кар'єра
Під час своєї медичної практики Даніель Салінас працював у різних медичних центрах, зокрема «Círculo Católico de Obreros del Uruguay», Центральному військовому госпіталі і «Casa de Galicia». У період з 2012 по 2018 рік він працював керівником служби електроенцефалографії в лікарні Вілардебо, а з 2009 по 2019 роки — менеджером з матеріальних ресурсів Центру допомоги Уругвайського медичного союзу (CASMU).

## Міністр охорони здоров'я
Даніель Салінас був призначений міністром охорони здоров'я Уругваю 16 грудня 2019 року як член партії, яка входить до виборчого альянсу «Coalición Multicolor». Він вступив на посаду 1 березня, замінивши Хорхе Бассо.

### Епідемія коронавірусної хвороби
У перші ж дні роботи нової адміністрації розпочалась пандемія COVID-19. Про перші випадки хвороби в країні міністерство охорони здоров'я повідомило 13 березня 2020 року. 14 березня всі громадські заходи були скасовані, а деякі громадські місця закриті. Місцеву передачу вірусу було підтверджено після того, як 15 березня було зареєстровано два незавезені випадки. У перших хворих були легкі симптоми COVID-19.